# Grunskys sats
Inom matematiken är Grunskys sats, bevisad av den tyska matematikernn Helmut Grunsky, ett resultat som säger att en univalent analytisk funktion definierad på enhetsskivan som satisfierar f(0) = 0 som fixerar punkten 0 avbildar varje skiva |z| < r till ett stjärnformat område för r ≤ tanh π/4. Det största värdet på r för vilket detta gäller kallas 'radien av stjärnlikhet av funktionen.